# Manifest der 12
Das Manifest der 12 ist ein Manifest von zwölf überwiegend aus dem islamischen Kulturkreis stammenden Intellektuellen, das sich gegen den Islamismus als „neue weltweite totalitäre Bedrohung“ richtet und am 1. März 2006 in der französischen Satirezeitschrift Charlie Hebdo in Reaktion auf die Kontroverse um die Mohammed-Karikaturen veröffentlicht wurde. Sie rufen damit zum Widerstand gegen den religiösen Totalitarismus und zur Förderung der Freiheit, Gleichheit und des Laizismus auf. Zu den prominentesten Unterzeichnern zählen Ayaan Hirsi Ali, der indisch-britische Schriftsteller Salman Rushdie sowie der französische Publizist Bernard-Henri Lévy.

## Unterzeichner
Die zwölf Unterzeichner des Manifestes sind:
- Ayaan Hirsi Ali, niederländisch-amerikanische Schriftstellerin, Politikerin und Frauenrechtlerin somalischer Herkunft
- Chahla Chafiq, iranische Schriftstellerin im französischen Exil
- Caroline Fourest, französische Schriftstellerin, Journalistin und Feministin
- Bernard-Henri Lévy, französischer Philosoph und Publizist
- Irshad Manji, kanadische Schriftstellerin, Journalistin und Feministin ugandischer Herkunft
- Mehdi Mozaffari, iranischer Professor der Politikwissenschaft in Dänemark
- Maryam Namazie, iranische Kommunistin im britischen Exil
- Taslima Nasrin, bangladeschische Schriftstellerin und Ärztin
- Salman Rushdie, britischer Schriftsteller indischer Herkunft
- Antoine Sfeir, in Frankreich lebender libanesischer Schriftsteller, Politologe und Journalist
- Philippe Val, Chefredakteur des Magazins Charlie Hebdo, das das Manifest veröffentlicht hat
- Ibn Warraq (Pseudonym), indischer Schriftsteller und Islamkritiker